# Jem
Jem (* 18. Mai 1975 in Penarth, Wales; eigentlich Jemma Griffiths) ist eine walisische Sängerin und Songwriterin.

## Biografie
Jem machte ihren Abschluss in Rechtswissenschaften an der University of Sussex. Ab 2002 nahm sie daheim erste Demoversionen ihrer Lieder auf, die auch im Radio gespielt wurden. Zusammen mit Guy Sigsworth schrieb sie das Lied Nothing Fails, welches später von Madonna überarbeitet und 2003 auf deren Album American Life veröffentlicht wurde. Sie wurde vom Label ATO unter Vertrag genommen, das erst ihre EP It All Starts Here und später das Album Finally Woken herausbrachte, das in Großbritannien Platin-Status erreichte. Darüber hinaus wurden ihre Lieder Come On Closer und 24 in Werbungen für die Filme Hautnah (Closer) und Ultraviolet verwendet, aber nicht auf den dazugehörigen Soundtracks veröffentlicht. Wish I war das Titellied zur britischen Reality-TV-Serie Celebrity Love Island. Nach dem Erfolg ihrer ersten Single They, welche u. a. im Vorspann des MTV-Formats „The X-Effect“ gespielt wird, veröffentlichte sie diese 2005 gemeinsam mit dem Album Finally Woken europaweit. They verdankt seinen Erfolg nicht zuletzt dem Intro, einer bekannten Interpretation von Bachs Präludium f-Moll, BWV 881, durch die Swingle Singers. Im Winter 2006 steuerte sie mit Once in Every Lifetime ein Lied zum Fantasy-Film Eragon bei, im Frühjahr 2008 den Titel It’s Amazing zum Soundtrack zu Sex and the City – Der Film.

## Diskografie

### Alben
- 2004: Finally Woken
- 2008: Down to Earth
- 2016: Beachwood Canyon

### Singles
- 2005: They
- 2005: Just a Ride
- 2005: Wish I
- 2005: 24
- 2008: It’s Amazing
- 2008: Crazy
- 2009: And So I Pray
- 2009: I Want You To …
- 2016: Beachwood Canyon

### EPs
- 2003: It All Starts Here

### Beiträge auf Kompilationen
- 2004: Music from the OC: Mix 1
(Titel Just a Ride vom Album Finally Woken)
- 2004: Music from the OC: Mix 2
(Titel Maybe I’m Amazed, später als B-Seite auf der Single They wiederveröffentlicht)
- 2005: Six Feet Under Vol.2 – Everything Ends
(Titel Amazing Life)
- 2006: Long Way Round
(Titel Just a Ride)
- 2008: Sex and the City: Original Motion Picture Soundtrack
(Titel: It’s Amazing)
- 2009: Damages Series 2 – End Title:
(Titel: Keep On Walking; Album: Down to Earth)

### Sonstiges
- 2004: Maybe I’m Amazed (Promo-Single)
- 2005: 24 (Promo-Single)
- 2005: Come On Closer (Promo-Single)
- 2006: Once in Every Lifetime (Single für den Film Eragon)

## Auszeichnungen für Musikverkäufe
| Goldene Schallplatte - Irland - 2005: für das Album Finally Woken |

Anmerkung: Auszeichnungen in Ländern aus den Charttabellen bzw. Chartboxen sind in ebendiesen zu finden.
| Land/RegionAuszeichnungen für Musikverkäufe (Land/Region, Auszeichnungen, Verkäufe, Quellen) | Gold  | Platin  | Verkäufe | Quellen        |
| -------------------------------------------------------------------------------------------- | ----- | ------- | -------- | -------------- |
| Irland (IRMA)                                                                                | Gold1 | —       | 7.500    | irishcharts.ie |
| Vereinigtes Königreich (BPI)                                                                 | —     | Platin1 | 300.000  | bpi.co.uk      |
| Insgesamt                                                                                    | Gold1 | Platin1 |          |                |